# Potatisordningen
Potatisordningen (Solanales) är en ordning av trikolpater som i nyare klassificeringssystem innehåller fem familjer:
- Potatisväxter (Solanaceae)
- Vindeväxter (Convolvulaceae)
- Hydroleaceae
- Montiniaceae
- Sphenocleaceae

I det äldre Cronquistsystemet var de tre sistnämnda familjerna placerade i andra ordningar och istället tillkom följande familjer:
- Blågullsväxter (Polemoniaceae), nu i Ericales
- Cuscutaceae, är numera ett släkte (snärjor, Cuscuta) i vindeväxtfamiljen
- Duckeodendraceae
- Indiankålsväxter (Hydrophyllaceae), klassificering omdiskuterad, placeras ibland i Solanales och ingår ibland i strävbladiga växter
- Nolanaceae
- Retziaceae
- Vattenklöverväxter (Menyanthaceae), nu i Asterales